# Parafia św. Andrzeja Świerada i Benedykta w Częstochowie
Parafia św. Andrzeja Świerada i Benedykta Pustelników w Częstochowie – rzymskokatolicka parafia, położona w dekanacie Częstochowa – św. Zygmunta, archidiecezji częstochowskiej.
Erygowana w 1991 roku.